# السلسلة الرئيسية
السلسلة الرئيسية أو CH، هو الاسم الرمزي لمحطات رادار الإنذار المبكر الساحلية التي بناها سلاح الجو الملكي قبل وأثناء الحرب العالمية الثانية لاكتشاف وتعقب الطائرات. كانت تعرف في البداية باسم RDF، واسمها الرسمي المحطة التجريبية التابعة لوزارة الطيران من النوع 1 في عام 1940، كانت وحدات الرادار نفسها معروفة باسم السلسلة الرئيسية لمعظم فترة خدمتها. وتعتبر أول شبكة رادار للإنذار المبكر في العالم، وأول نظام رادار عسكري يصل إلى حالة التشغيل.  تأثيرها على نتيجة الحرب جعلها واحدة من أقوى الأسلحة لما يعرف اليوم باسم حرب المعالج". 
في أواخر عام 1934، طلبت لجنة تيزر من خبير الراديو روبرت واتسون وات التعليق على الادعاءات المتكررة بوجود أشعة موت لاسلكية والتقارير التي تشير إلى أن ألمانيا قد صنعت نوعًا من سلاح الراديو. أظهر مساعده أرنولد ويلكنز أن شعاع الموت كان صعب الوجود، لكن اقترح استخدام الراديو لعمليات الرصد بعيدة المدى. في فبراير 1935، تم برهنته عن طريق وضع جهاز استقبال بالقرب من جهاز إرسال الموجة القصيرة لهيئة الإذاعة البريطانية (بي بي سي) وقامت طائرة بتحليق حول المنطقة؛ أظهرت مرسمة الذبذبات المتصلة بجهاز الاستقبال نمطًا من انعكاس الطائرة. ثم تم التمويل. قام فريق واط بسرعة ببناء جهاز إرسال نابض أولي باستخدام أجهزة الراديو التجارية على الموجة القصيرة وفي، 17 يونيو 1935 قام بنجاح بقياس زاوية ومدى الطائرة التي صادفتها الطائرة. تم الانتهاء من التطوير الأساسي بحلول نهاية العام، مع نطاقات الكشف في حدود 100 ميل (160 كـم) خلال عام 1936، تم التركيز على إصدار نسخة للإنتاج، وشهدت بداية عام 1937 إضافة للكشف عن الارتفاع.
تم تركيب المحطات الخمس الأولى التي تغطي الطرق المؤدية إلى لندن، بحلول عام 1937 بدأ العمل بدوام كامل في عام 1938. أظهرت الاختبارات التشغيلية في ذلك العام، باستخدام الوحدات المبكرة، الصعوبات في نقل المعلومات المفيدة للطيارين في الطائرات المقاتلة.. وأدى ذلك إلى تكوين أول شبكة اعتراض متكاملة يتم التحكم فيها عن طريق الأرض، وهي نظام Dowding، الذي قام بجمع وتصفية هذه المعلومات في عرض واحد للمجال الجوي.  كانت العشرات من المحطات التي تغطي غالبية السواحل الشرقية والجنوبية للمملكة المتحدة، إلى جانب شبكة أرضية كاملة مع آلاف الأميال من خطوط الهاتف الخاصة جاهزة بحلول ذلك الوقت الذي بدأت فيه الحرب في عام 1939. أثبتت هذه الرادارات أنها حاسمة خلال معركة بريطانيا في عام 1940؛ حيث أستطاعت الكشف عن طائرات العدو بينما كانت لا تزال تتشكل فوق فرنسا، مما منح قادة سلاح الجو الملكي البريطاني متسعًا من الوقت لتنظيم وحشد قواتهم بالكامل مباشرة في طريق الغارة. كان لهذا تأثير مضاعفة فعالية سلاح الجو الملكي البريطاني إلى الحد الذي كان عليه كما لو كان لديهم ثلاثة أضعاف عدد المقاتلات، مما يسمح لهم بهزيمة القوة الألمانية الأكبر.
تم توسيع شبكة الرادارات هذه باستمرار، مع أكثر من أربعين محطة كانت تعمل بحلول نهاية الحرب. لم تكن قادرة على اكتشاف الطائرات على ارتفاع منخفض، ومنذ عام 1939 عقدت شراكة مع رادارات السلسلة الرئيسية المنخفضة أو AMES Type 2، والتي يمكنها اكتشاف الطائرة التي تحلق على أي ارتفاع يزيد عن 500 قدم (150 م). تمت تغطية الموانئ بواسطة السلسلة الرئيسية المنخفضة للغاية أو AMES Type 14، والتي وفرت غطاء لارتفاع وصل حتى 50 قدم (15 م)، ولكن أنحصر في نطاقات أقصر من 30 ميل (48 كـم). في عام 1942، بدأ رادار AMES Type 7 في تولي مهمة تتبع الأهداف بمجرد اكتشافها، وانتقلت رادارات السلسلة تمامًا إلى دور الإنذار المبكر.
عندما أنتهى تهديد سلاح الجو الألماني في وقت متأخر من الحرب، استخدمت رادارات السلسلة للكشف عن إطلاق صواريخ في2 . بعد الحرب، تم إعادة تنشيطهم كجزء من نظام ROTOR لمراقبة القاذفات السوفيتية، قبل استبدالها بأنظمة أحدث في الخمسينيات. اليوم فقط عدد قليل من المواقع الأصلية لا تزال سليمة بأي شكل من الأشكال.

## التطوير

### التجارب الأولى
منذ الأيام الأولى للتكنولوجيا الراديوية، استخدمت الإشارات للملاحة باستخدام تقنية تحديد الاتجاه اللاسلكي (RDF). نظرًا لبعض التغييرات الأساسية التي طرأت على إشارة البث، فقد كان بإمكان المتلقي تحديد موقعه باستخدام محطة واحدة. كانت المملكة المتحدة رائدة في إحدى هذه الخدمات على شكل Orfordness Beacon.
خلال الفترة الأولى من تطوير الراديو، كان من المعروف على نطاق واسع أن بعض المواد وخاصة المعادن تعكس إشارات الراديو. أدى ذلك إلى إمكانية تحديد موقع الكائنات عن طريق بث إشارة ثم استخدام الاتجاه اللاسلكي لقياس تأثير أي من هذه الانعكاسات. شهد مثل هذا النظام براءات الاختراع الصادرة إلى ألمانيا كريستيان هولسمير في عام 1904،  وتم إجراء تجارب واسعة النطاق مع المفهوم الأساسي منذ ذلك الحين. كشفت هذه الأنظمة فقط عن تأثير الهدف، وليس المدى وبسبب قلة طاقة أجهزة الراديو في تلك الحقبة، كانت مفيدة فقط للإنذار قصير المدى في الضباب أو في حالة سوء الاحوال الجوية.
تم استخدام الكشف اللاسلكي بالتحديد ضد الطائرات لأول مرة في أوائل الثلاثينيات. فرق في المملكة المتحدة والولايات المتحدة  واليابان  وألمانيا  وآخرون قد نظروا جميعًا في هذا المفهوم وبذلوا على الأقل القليل من الجهد لتطويره. وبسبب عدم وجود معلومات، ظلت هذه الأنظمة محدودة الاستخدام من الناحية العملية.

### البحوث الإذاعية في المملكة المتحدة
منذ عام 1915، كان روبرت وات  يعمل في مكتب الأرصاد الجوية في المختبر الذي تم تشاطره في قسم الأبحاث الراديوية للمختبر الوطني الفيزيائي (RRS) في ديتون بارك في سلاو. أصبح وات مهتمًا باستخدام إشارات الراديو السريعة الزائدة التي يطلقها البرق كوسيلة لتتبع العواصف الرعدية. ومع ذلك، كانت تقنيات RDF الحالية بطيئة للغاية بحيث لا يمكن تحديد الاتجاه قبل اختفاء الإشارة. في عام 1922،  قام بحل هذا عن طريق توصيل أنبوب أشعة الكاثود (CRT) بمصفوفة هوائي Adcock اتجاهي، تم بناؤه في الأصل بواسطة RRS ولكنه لم يعد مستخدما الآن. سمح هذا النظام، المعروف لاحقًا باسم huff-duff، بتحديد شبه فوري لحمل الإشارة. بدأ مكتب Met في استخدامه لإنتاج تحذيرات من العواصف للطيارين. 
خلال الفترة نفسها، قام إدوارد أبليتون من كلية كينجز في كامبريدج بإجراء تجارب من شأنها أن تؤدي إلى فوزه بجائزة نوبل في الفيزياء. باستخدام جهاز إرسال بي بي سي في عام 1923 في بورنموث والاستماع لإشاراته مع جهاز استقبال في جامعة أكسفورد، كان قادرا على استخدام التغييرات في الطول الموجي لقياس المسافة إلى طبقة عاكسة في الغلاف الجوي التي كانت تعرف باسم طبقة هيفيسيد. بعد التجارب الأولية في أوكسفورد، تم استخدام جهاز إرسال NPL في Teddington كمصدر، تلقته شركة Appleton في محطة خارجية في King's College في East End of London. علم واط بهذه التجارب وبدأ إجراء نفس القياسات باستخدام أجهزة الاستقبال الخاصة بفريقه في Slough. منذ ذلك الحين، تفاعل الفريقان بانتظام وكان وات هو الذي صاغ مصطلح الأيونوسفير لوصف طبقات الغلاف الجوي المتعددة التي اكتشفوها.
في عام 1927 تم دمج مختبري الراديو، في مكتب Met و NPL، لتشكيل محطة أبحاث الراديو، التي تديرها NPL مع Watt كمشرفين.  وقد أتاح ذلك اتصالًا مباشرًا بمجتمع البحوث مع وات، فضلاً عن كبار ضباط الجيش البريطاني والقوات البحرية الملكية والقوات الجوية الملكية. أصبح وات خبيرًا مشهورًا في مجال تكنولوجيا الراديو.  بدأ هذا من فترة طويلة حيث قام وات بتحريض NPL على القيام بدور أكثر نشاطًا في تطوير التكنولوجيا، بدلاً من دوره البحثي الخالص. كان وات مهتمًا بشكل خاص باستخدام الراديو في الملاحة الجوية بعيدة المدى، لكن إدارة القروض غير العاملة في تدينغتون لم تكن متقبلة هذا الأمر ولم تفلح هذه المقترحات. 

### الكشف عن الطائرات
في عام 1931، انضم أرنولد فريدريك ويلكنز إلى موظفي وات في سلاو. «كفتى جديد»، تم تكليفه بمجموعة متنوعة من المهام الوضيعة لإكمالها. كان من بين هذه الخيارات اختيار مستقبل موجة قصيرة جديد للدراسات الأيونوسفيرية، وهي مهمة قام بها بجدية تامة. بعد قراءة كل ما هو متاح في عدة وحدات، اختار نموذجًا من مكتب البريد العام (GPO) كان يعمل في ذلك الوقت بترددات عالية جدًا. كجزء من اختباراتهم لهذا النظام، في يونيو 1932 نشر GPO تقريرًا، رقم 232 التدخل من قبل الطائرات. وروى التقرير ملاحظة فريق اختبار GPO بأن الطائرة التي تطير بالقرب من جهاز الاستقبال تسببت في تغير شدة الإشارة، وهو تأثير مزعج يعرف باسم التلاشي. 
تم الآن إعداد المرحلة لتطوير الرادار في المملكة المتحدة. باستخدام معرفة ويلكنز بأن إشارات الموجات القصيرة أرتدت عن جسم الطائرة، وجهاز إرسال BBC لإضاءة السماء كما في تجربة Appleton، وتقنية وات RDF لقياس الزوايا، يمكن بناء رادار كامل. ومع ذلك، في حين أن مثل هذا النظام يمكن أن يحدد زاوية الهدف، فإنه لا يستطيع تحديد مداه وبالتالي إنتاج موقع واحد في الفضاء. لتحديد الهدف، يجب إجراء قياسين من هذا القبيل وحساب الموقع باستخدام التثليث،  وهي عملية تستغرق وقتًا طويلاً وستخضع لأي معلومات غير دقيقة سواء في القياس أو في الاختلافات في المعايرة بين المحطتين.
كانت التقنية المفقودة التي جعلت الرادار عمليًا هي استخدام النبضات لقياس المدى عن طريق قياس الوقت بين إرسال الإشارة واستقبالها. من شأن ذلك أن يسمح لمحطة واحدة بقياس الزاوية والمدى في نفس الوقت. في عام 1924، قرر باحثان في مختبر البحوث البحرية في الولايات المتحدة، هما ميرل توفي وجريجوري بريت، إعادة تجربة أبلتون باستخدام إشارات نبضية موقوتة بدلاً من أطوال الموجات المتغيرة.  لم يفقد تطبيق هذه التقنية على نظام الكشف على العاملين في هذا المجال، وقد تم وضع نماذج أولية مثل هذا النظام من قبل WAS Butement و PE Pollard من المؤسسة التجريبية للإشارات البريطانية (SEE) في عام 1931. أثبت مكتب الحرب التابع للجيش البريطاني عدم اهتمامه بالمفهوم وبقي التطوير غير معروف خارج SEE.

### «المهاجم سوف يمر دائما»
في الوقت نفسه، أصبحت الحاجة إلى مثل هذا النظام أكثر إلحاحًا. في عام 1932، سافر وينستون تشرشل وصديقه المقرب والمستشار العلمي فريدريك ليندمان بالسيارة في أوروبا، حيث شاهدوا إعادة البناء السريع لصناعة الطائرات الألمانية. في نوفمبر من ذلك العام، ألقى ستانلي بالدوين خطابه الشهير، قائلاً إن «المهاجم سوف يمر دائمًا».
في أوائل صيف عام 1934، نفذ سلاح الجو الملكي البريطاني تدريبات واسعة النطاق بحوالي 350 طائرة. كانت القوات منقسمة، حيث حاول المهاجمون مهاجمة لندن، بإرشاد من فيلق الأوبزرفر، في محاولة لمنعهم. النتائج كانت سيئة. في معظم الحالات، وصلت الغالبية العظمى من القاذفات إلى هدفها دون رؤية مقاتلة أطلاقا. ولمعالجة ذلك، أعطى سلاح الجو الملكي معلومات دقيقة على نحو متزايد للمدافعين، وأخبر المراقبين في نهاية المطاف أين ومتى ستحدث الهجمات. حتى ذلك الحي، وصل 70 ٪ من القاذفات لأهدافها دون عوائق. تشير الأرقام إلى أنع سيتم تدمير أية أهداف في المدينة بالكامل.

### معركة بريطانيا
خلال المعركة، تعرضت محطات السلسلة الرئيسية - وأبرزها محطة فينتنور في جزيرة وايت - للهجوم عدة مرات بين 12 و 17
```
أغسطس 1940. في إحدى المرات، تم إيقاف تشغيل جزء من سلسلة الرادار في كنت، بما في ذلك Dover CH، بسبب ضربة على شبكة الكهرباء بالصدفة. ومع ذلك، على الرغم من أن الأكواخ الخشبية التي تحتوي على معدات الرادار قد تعرضت للتلف، فقد نجت الأبراج بسبب بناء العوارض الحديدية المفتوحة. نظرًا لأن الأبراج نجت كما هي، وتمت استعادة الإشارات، خلص 
سلاح الجو الألماني
 إلى أن المحطات كانت صعبة جدًا لتدمير بسبب القصف وتركتها وشأنها طوال الفترة المتبقية من الحرب. لو أدرك سلاح الجو الألماني مدى أهمية المحطات الرادارية للدفاع الجوي البريطاني، فمن المحتمل أنها كانت ستبذل جهداً كبيراً لتدميرها.
```

### ترقيات
كان Chain Home هو نظام الرادار الرئيسي في المملكة المتحدة لفترة قصيرة فقط. بحلول عام 1942، كانت العديد من واجباتها قد استولت عليها أنظمة الرادار AMES Type 7 GCI الأكثر تطوراً. بينما قامت CH بفحص مساحة ربما 100 درجة وعرضت بذل جهد كبير لإجراء القياسات، قام النوع 7 بفحص كامل مساحة 360 درجة حول المحطة، وعرضها على مؤشر موقع الخطة، بشكل أساسي خريطة ثنائية الأبعاد في الوقت الحقيقي المجال الجوي حول المحطة. ظهر كل من المقاتلين والقاذفات على الشاشة، ويمكن تمييزهم باستخدام إشارات تحديد الهوية أو الأصدقاء (IFF). يمكن قراءة البيانات من هذه الشاشة مباشرة إلى الطيارين المعترضين، دون الحاجة إلى مشغلين إضافيين أو مراكز تحكم.

### CH اليوم
لا تزال بعض أبراج أجهزة الإرسال الفولاذية قائمة، على الرغم من أن جميع أبراج الاستقبال الخشبية قد تم هدمها. للأبراج الباقية استخدامات جديدة متنوعة وفي بعض الحالات أصبحت محمية الآن كمبنى مدرج بأمر من التراث الإنجليزي. ممكن الآن العثور على برج الإرسال في منشأة بي إيه إي سيستمز في Great Baddow في Essex . وقفت في الأصل في سلاح الجو الملكي البريطاني Canewdon في إسيكس. هذا هو برج السلسلة الرئيسية الوحيد الباقي على قيد الحياة والذي لا يزال في شكله الأصلي غير اتحتوي.

## الكشف والتشويش والتشويش المضاد

### كلاين هايدلبرغ
استفاد الألمان أيضًا من السلسلة الرئيسية في نظام الرادار السلبي الخاص بهم، والمعروف باسم كلاين هايدلبرغ. استخدم هذا الإرسال الخاص بالسلسلة الرئيسية كمصدر، وسلسلة من الهوائيات على طول ساحل القناة كمستقبل. بمقارنة وقت وصول الإشارات من طائرة محددة، يمكن تحديد مداها واتجاهها ببعض الدقة. نظرًا لأن النظام لم يرسل إشارات خاصة به، فإن الحلفاء لم يكونوا على علم به حتى اجتاحوا المحطات في عام 1944.

### اقتباسات
1. ↑  "The prototype CH system – 1939… Chain, Home… Operational". Bournemouth University. 1995–2009. مؤرشف من الأصل في 2017-08-08. اطلع عليه بتاريخ 2009-08-23.
2. ↑  Neale 1985.
3. ↑  Connor، Roger (5 يونيو 2014). "D-Day and the Wizard War". National Air and Space Museum. مؤرشف من الأصل في 2019-07-21.
4. ↑  Jones 1978.
5. ↑  "Federal Standard 1037C, Glossary Of Telecommunication Terms". General Services Administration. 1996. مؤرشف من الأصل في 2019-08-31.
6. ↑  Sitterly، B.؛ Davidson، D. (1948). The LORAN System (PDF). McGraw Hill. ص. 4. مؤرشف من الأصل (PDF) في 3 مارس 2016. اطلع عليه بتاريخ أكتوبر 2020. {{استشهاد بكتاب}}: تحقق من التاريخ في: |تاريخ الوصول= (مساعدة)
7. ↑  Bauer، Arthur (15 يناير 2005). Christian Hülsmeyer and about the early days of radar inventions (PDF). Foundation Centre for German Communications and Related Technologies. مؤرشف من الأصل (PDF) في 2016-03-03.
8. 1 2 3 4 5  Bowen 1998.
9. ↑  Nakajima، Shigeru (1988). "The history of Japanese radar development to 1945". في Burns (المحرر). Radar Development to 1945. Peter Peregrinus. ص. 245–258. ISBN:978-0863411397.
10. ↑  Hollmann. "Radar Development in Germany". Radarworld.org. مؤرشف من الأصل في 2019-03-22. اطلع عليه بتاريخ 2013-02-10.
11. 1 2  Watson 2009.
12. ↑  Clark، Robert (2013). Sir Edward Appleton G.B.E., K.C.B., F.R.S. Elsevier. ص. 39–45, 51, 53. مؤرشف من الأصل في 2020-01-10.
13. ↑  Clark 1997.
14. ↑  Seitz & Einspruch 1998.
15. ↑  Home، R.W. (2007). "Butement, William Alan (1904–1990)". Australian Dictionary of Biography. مؤرشف من الأصل في 2018-10-17.
16. ↑  Mukerjee، Madhusree (29 سبتمبر 2011). "Lord Cherwell: Churchill's Confidence Man". Historynet. مؤرشف من الأصل في 2018-06-20.
17. ↑  Middlemas، Keith؛ Barnes، John (1969). Baldwin: A Biography. Weidenfeld and Nicolson. ص. 722. مؤرشف من الأصل في 2021-03-08.{{استشهاد بكتاب}}:  صيانة الاستشهاد: التاريخ والسنة (link)
18. ↑  "The Air Attacks on London". The Spectator. 2 أغسطس 1934. ص. 9. مؤرشف من الأصل في 2017-08-31.
19. ↑  PastScape search results Page نسخة محفوظة 5 مارس 2017 على موقع واي باك مشين.

### قائمة المراجع
- Bowen، E.G. (1998). Radar Days. CRC. مؤرشف من الأصل في 2016-10-02.
- Clarke، David (2014). Britain's X-traordinary Files. Bloomsbury Publishing. ص. 48–51. مؤرشف من الأصل في 2018-08-03.
- Clark, Gregory C. (1997), Deflating British Radar Myths of World World II ، OCLC   227984750
- Gough، Jack (1993). Watching the Skies: The History of Ground Radar in the Air Defense of the United Kingdom. Her Majesty's Stationery Office. ISBN:0117727237.  Gough، Jack (1993). Watching the Skies: The History of Ground Radar in the Air Defense of the United Kingdom. Her Majesty's Stationery Office. ISBN:0117727237.  Gough، Jack (1993). Watching the Skies: The History of Ground Radar in the Air Defense of the United Kingdom. Her Majesty's Stationery Office. ISBN:0117727237.
- Jones، Reginald Victor (1978). The Wizard War: British Scientific Intelligence 1939-1945. Coward, McCann & Geoghegan. مؤرشف من الأصل في 2021-05-14.{{استشهاد بكتاب}}:  صيانة الاستشهاد: التاريخ والسنة (link)
- Neale، B. T. (1985). "CH - The First Operational Radar". The GEC Journal of Research. ج. 3 ع. 2: 73–83. مؤرشف من الأصل في 2019-05-11. copy at The Radar Pages
- Holmes، Tony، Spitfire vs. Bf 109: معركة بريطانيا، اوسبري للنشر، 2007،
- بريتشارد، ديفيد، حرب الرادار: الإنجاز الرائد لألمانيا ، 1904-1945 ، باتريك ستيفنز المحدودة، ويلينغبورو، إنجلترا، 1989.
- Seitz، Frederick؛ Einspruch، Norman (1998). Electronic Genie: The Tangled History of Silicon. University of Illinois Press. مؤرشف من الأصل في 2017-02-19.
- Watson, Jr., Raymond C. (2009), Radar Origins Worldwide ، Trafford Publishing

## روابط خارجية
- Historic England . «محطة سلسلة Bawdsey الرئيسية (1309533)». PastScape . استرجاع 9 أكتوبر 2015 .
- Historic England. «محطة سلسلة Great Bromley الرئيسية (1476819)». PastScape . استرجاع 9 أكتوبر 2015 .
- Historic England. «محطة سلسلة Canewdon الرئيسية (1412472)». PastScape . استرجاع 9 أكتوبر 2015 .
- Historic England. «محطة سلسلة Dunkirk الرئيسية (1377189)». PastScape . استرجاع 9 أكتوبر 2015 .
- Historic England. "High Street Chain Home Station (1476863)". PastScape . استرجاع 9 أكتوبر 2015 .
- Historic England. "Pevensey Chain Home Station (1476551)". PastScape . استرجاع 9 أكتوبر 2015 .
- Historic England. «محطة الجاودار الرئيسية سلسلة (1476520)». PastScape . استرجاع 9 أكتوبر 2015 .
- Historic England. "Ventnor Chain Home Station (1306901)". PastScape . استرجاع 9 أكتوبر 2015 .
- في وقت مبكر ذكريات الرادار ذكريات الرقيب. جان سيمبل، أحد رواد مشغلي رادار بريطانيا
- RAF Bawdsey Chain Home Radar Station في بريطانيا الجوفية
- متحف الرادار في سلاح الجو الملكي البريطاني
- صورة من شارع سلاح الجو الملكي البريطاني
- الحياة في دارشام - بي بي سي
- العظمى سلسلة باد الرئيسية الصاري والذكرى الرادار
- تطوير الرادار المبكر في المملكة المتحدة
- مجموعة 60 (إشارات)، قيادة مقاتلة (pdf)